# YIQ-Farbmodell

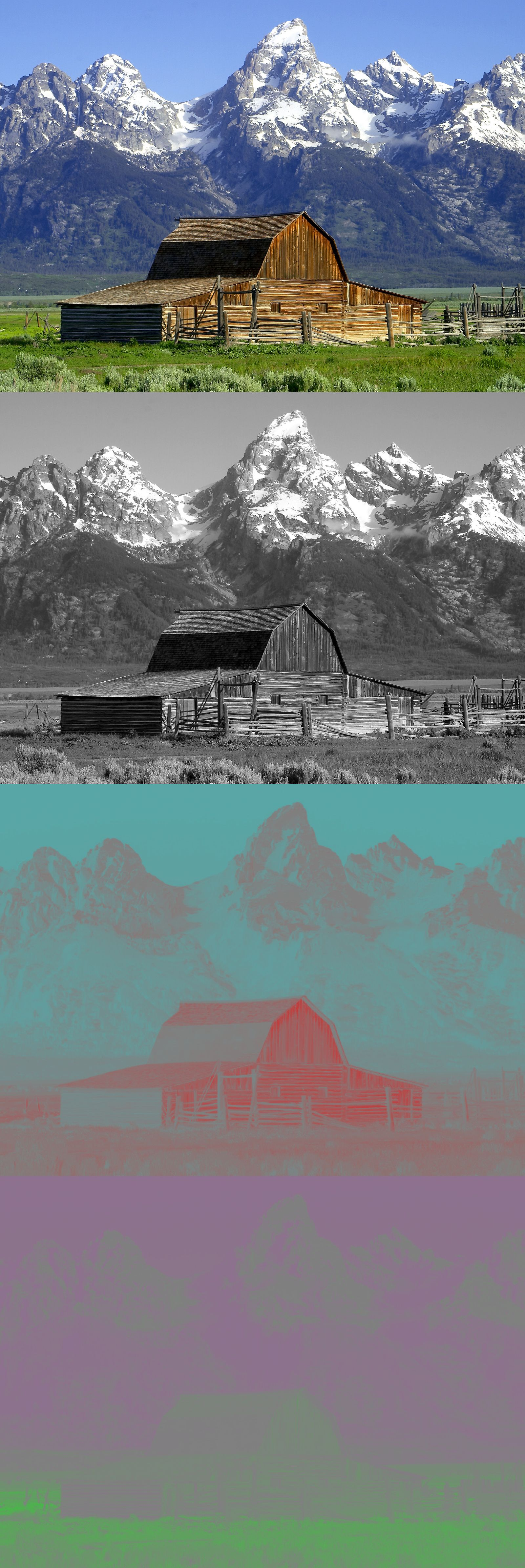
Ein Bild in den einzelnen YIQ-Komponenten Y (Luma), I (Cyan-Orange) und Q (Magenta-Grün)

Das YIQ-Farbmodell ist ein Farbsystem mit der Luminanz Y sowie den Farbdifferenzen I (Cyan-Orange Balance) und Q (Magenta-Grün Balance). Gegenüber dem verwandten YUV-Farbmodell ist die Farbebene um 33° im Uhrzeigersinn gedreht.
Der YIQ-Farbraum wurde ausschließlich in der US-amerikanischen Norm für analoges NTSC-Fernsehen verwendet. Da seit den 1970er Jahren auch hier das YUV-Farbmodell vorgezogen wurde, gibt es heute keine industrielle Anwendung für das YIQ-Farbmodell mehr.
Die Motive zur Schaffung des YIQ-Farbmodells im Rahmen der Entwicklung des Farbfernsehens sind die gleichen wie beim YUV-Farbmodell. Allerdings wurde durch die Drehung um 33° die Möglichkeit geschaffen, die einzelnen Farbträger mit unterschiedlicher Bandbreite zu übertragen, I mit 1,3 MHz und Q mit 400 kHz. So wird den menschlichen Sehempfinden besser Rechnung getragen, denn das menschliche Auge ist für Farbeindrücke auf der I-Linie Cyan-Orange empfindlicher als auf der Q-Line Magenta-Grün. Im YUV-Farbmodell verteilen sich die Farbanteile dieser beiden Linien ungleichmäßig auf die beiden Farbsignale U und V, sodass keine Bandbreitenreduktion und damit keine effiziente Übertragung möglich ist.
Das YIQ-System ist zum s/w (Schwarzweiß)-Fernsehen kompatibel, welches lediglich das Y-Signal darstellt, während Farbfernseher alle drei Kanäle abbilden. Die Y-Komponente hat den größten Anteil an der Bandbreite des gesendeten Fernsehsignals. Dadurch erscheinen Bilder von s/w-Fernsehern schärfer als Bilder von Farbfernsehern.

## Umrechnung
Die Umrechnung von in der Lichtstärke linearen R'G'B'-Werten (eine eventuell vorhandene Gammakorrektur muss also vorher rückgängig gemacht werden) nach YIQ in Matrixschreibweise gemäß SMPTE-Standard 170M lautet:
{\displaystyle {\begin{bmatrix}Y'\\I\\Q\end{bmatrix}}\approx {\begin{bmatrix}0{,}299&0{,}587&0{,}114\\0{,}5959&-0{,}2746&-0{,}3213\\0{,}2115&-0{,}5227&0{,}3112\end{bmatrix}}{\begin{bmatrix}R'\\G'\\B'\end{bmatrix}}} 
Zur Umrechnung von Y'UV nach Y'IQ werden die Komponenten U und V um 33° im Gegenuhrzeigersinn gedreht und anschließend vertauscht (U entspricht der Q-Achse). Als kombinierte Rotations- und Transformationsmatrix ergibt sich:
{\displaystyle {\begin{bmatrix}Y'\\I\\Q\end{bmatrix}}={\begin{bmatrix}1&0&0\\0&-\sin(33^{\circ })&\cos(33^{\circ })\\0&\cos(33^{\circ })&\sin(33^{\circ })\end{bmatrix}}{\begin{bmatrix}Y'\\U\\V\end{bmatrix}}\approx {\begin{bmatrix}1&0&0\\0&-0{,}54464&0{,}83867\\0&0{,}83867&0{,}54464\end{bmatrix}}{\begin{bmatrix}Y'\\U\\V\end{bmatrix}}}
Aufgrund der Symmetrie dieser Matrix kann sie auch direkt für die Konvertierung zurück nach Y'UV verwendet werden.

## Anwendung
In speziellen Bereichen besitzt dieser Farbraum dennoch seine Daseinsberechtigung. Beispielsweise bei der Berechnung des Kontrasts einer Schriftfarbe auf einem farbigen Hintergrund. Bei einem hellen Hintergrund, sollte eine dunkle Schriftfarbe verwendet werden und umgekehrt. Dies kann nicht einfach auf den Grundfarben rot, grün und blau und deren Sättigung geschehen, da das menschliche Auge für unterschiedliche Farben ein anderes Helligkeitsempfinden aufweist. Aus diesem Grund wird zuerst das arithmetische Mittel der Y-Werte sowohl von der Schrift- als auch von der Hintergrundfarbe ermittelt. Die anschließende Subtraktion der beiden Mittelwerte kann dann als Referenz herangezogen werden, ob eine Schriftfarbe auf dem Hintergrund zu erkennen ist. Eine große Differenz der beiden Mittelwerte bietet einen guten und eine geringe Differenz einen schlechten Kontrast für die Lesbarkeit.